# Hybomitra minuscula
Hybomitra minuscula är en tvåvingeart som först beskrevs av James Stewart Hine 1907.  Hybomitra minuscula ingår i släktet Hybomitra och familjen bromsar. Inga underarter finns listade i Catalogue of Life.